# Bastian Mrochen
Bastian Mrochen (21 de marzo de 2002) es un deportista de Alemania que compite en atletismo. Ganó una medalla de bronce en el Campeonato Europeo de Atletismo Sub-20 de 2021, en la prueba de 5000 m.